# Еталон ялицевого насадження (пам'ятка природи)
Еталон ялицевого насадження — ботанічна пам'ятка природи місцевого значення. Об'єкт розташований на території Долинського району Івано-Франківської області, Витвицьке лісництво, квартал 5, виділ 14.
Площа — 5,4000 га, статус отриманий у 1976 році.